# Mantidactylus cowanii
Mantidactylus cowanii é uma espécie de anfíbio anuros da família Mantellidae. Está presente em Madagáscar. A UICN classificou-a como quase ameaçada.